# San Nicolas (Insel)
San Nicolas (engl. San Nicolas Island) ist eine der südlichen Gruppe der kalifornischen Kanalinseln zugehörige Insel im Pazifischen Ozean. Administrativ gehört die Insel zum Ventura County, verwaltet wird sie jedoch von der United States Navy.

## Geographie
San Nicolas weist eine Länge von knapp 15 km, eine Breite von bis zu 5,53 km sowie eine Fläche von 58,93 km² auf. Die Insel hat keine permanente Bevölkerung, jedoch halten sich bis zu 200 Personen (Marinesoldaten und -angestellte) auf ihr auf. San Nicolas erreicht im Jackson Hill eine Höhe von 276 m über dem Meer. Der Insel im Westen vorgelagert ist der bei Tauchern beliebte Felsen Begg Rock, der sich 90 m vom Meeresgrund erhebt und noch eine Höhe von 4 m über dem Meer erreicht.

## Geschichte
Der mexikanische Forscher Sebastián Vizcaíno entdeckte die Insel am 6. Dezember 1602 und gab ihr den Namen La Isla de San Nicolas. Auf der Insel lebte der ursprünglich rund 300 Mitglieder umfassende Indianerstamm der Nicoleños. Anfang des 19. Jahrhunderts richteten Pelzjäger aus Alaska ein Massaker unter dem Stamm an. Die letzten sieben Überlebenden wurden 1835 auf das Festland umgesiedelt, wo jedoch alle in den kommenden Jahren Infektionskrankheiten zum Opfer fielen. Lediglich eine Frau, die später als die Verschollene von San Nicolas bezeichnet wurde, lebte noch 18 Jahre bis 1853 auf der Insel.
Von San Nicolas wurden angeblich zwischen 1957 und 2019 zahlreiche Forschungsraketen des US-Militärs gestartet. Bereits kurz nach Aufkündigung des Treaty Between the United States of America and the Union of Soviet Socialist Republics on the Elimination of Their Intermediate-Range and Shorter-Range Missiles wurde am 18. August 2019 ein Mittelstreckenraketentest durchgeführt.
Die Insel wurde auch durch Scott O’Dells Bücher „Insel der blauen Delphine“ und „Das verlassene Boot am Strand“ bekannt. In ihnen wird, basierend auf der Geschichte der Juana Maria, die Geschichte eines Indianermädchens erzählt, das allein auf der Insel zurückgelassen wird und das sich, ähnlich Daniel Defoes Robinson Crusoe, sämtlichen Gefahren der dortigen Wildnis stellen musste.